# Tschechoslowakisches Kammerduo
Tschechoslowakisches Kammerduo ist ein Ensemble, das klassische Kammermusik interpretiert.

## Geschichte
Der tschechische Violinist Pavel Burdych und die slowakische Pianistin Zuzana Berešová gründeten 2004 das Tschechoslowakische Kammerduo. Sie begegneten sich an der Janáček-Akademie für Musik und darstellende Kunst (JAMU) in Brünn. Sie zählen zu den bedeutendsten Kammermusikensembles in Tschechien und der Slowakei. Ihr Hauptziel ist es, die tschechische und slowakische Musikkultur in der Welt zu präsentieren und sich auf ausgewählte Kompositionen tschechischer und slowakischer Komponisten des 19. bis 21. Jahrhunderts zu fokussieren.
Im Jahr 2018, während der Feierlichkeiten zum 100-jährigen Jubiläum der Gründung der Tschechoslowakischen Republik und zum 25-jährigen Jubiläum der Gründung der Tschechischen und Slowakischen Republik präsentierte das Duo sein Können als das Residenzensemble der diplomatischen Vertretungen der Tschechischen und Slowakischen Republik. Es spielte zahlreiche Konzerte in vielen Metropolen des europäischen Kontinents (Bukarest, Dublin, Kischinau, Lissabon, Nikosia, Podgorica, Riga, Rom, Stockholm, Vilnius, Warschau), in Asien (Taipei, Peking, Jakarta) sowie in Afrika (Kairo, Nairobi). Im Jahr 2018 wurde das Duo vom Festival Forfest im tschechischen Kroměříž angesprochen, um das Programm „Tschechische und Slowakische Komponistinnen“ mit Werken von Vítězslava Kaprálová, Ivana Loudová, Sylvie Bodorová, Iris Szeghy und Viera Janárčeková zu präsentieren. Im Jahr 2017 spielte das Duo auf einer Konzertreise durch China (Peking, Shanghai, Jiaxing, Hangzhou, Qingdao, Jinan, Dezhou, Shijiazhuang, Dalian, Foshan, Jiangmen, Pingxiang) Werke der drei berühmtesten tschechischen Komponisten Antonín Dvořák, Bedřich Smetana und Leoš Janáček. Burdych und Berešová nahmen im Jahr 2016 zwei CDs mit Musik des slowakischen Komponisten Ladislav Kupkovič und mit den Konzertwalzern des berühmten heimischen Komponisten der Stadt Bardejov Béla Kéler auf. Das Duo nahm auch am Projekt des tschechischen Kulturministeriums „Jahr der tschechischen Musik 2014“ teil. Das Duo spielte ein Abschlusskonzert im Bohuslav-Martinů-Zentrum in Polička (Tschechien). Berešová und Burdych wurden eingeladen, die Musik des slowakischen Komponisten Karol Elbert im Rahmen des Projekts „Karol Elbert – Bekanntes Unbekanntes im Jahr 2013“ aufzuführen. Die erste CD des Duos mit der Musik tschechischer und slowakischer Komponisten wie Antonín Dvořák, Peter Machajdík und Mikuláš Schneider-Trnavský wurde im Mai 2012 beim Verlag des Tschechischen Rundfunks Prag veröffentlicht. Zum 130. Jahrestag von Mikuláš Schneider-Trnavský wurden seine Werke zum Hauptprogramm der Südkorea-Tournee mit einem Konzert in Seoul 2011. Auf den europäischen Bühnen erinnerten Burdych und Berešová ihre Zuhörer an den 170. Jahrestag von Dvořáks Geburtstag. Im Rahmen des Projekts „Century of Eugen Suchoň“ des slowakischen Kulturministeriums bereiteten sie 2008 18 Konzerte mit Werken des slowakischen Komponisten Eugen Suchoň vor.

## Mitglieder
Pavel Burdych (* 31. Juli 1978 in Náchod) beendete sein Studium des Violinenspiels und der Kammermusik an der Janáček-Akademie für Musik und Darstellende Kunst in Brno (JAMU) im Jahr 2005. Seit 2004 ist er Mitglied des Tschechoslowakischen Kammerduos.
Zuzana Berešová (* 23. Februar 1980 in Pavlovce nad Uhom) setzte das Studium des Klavierspiels an der Hochschule für Musische Künste Bratislava (VŠMU) fort. Sie beendete das Magisterstudium des Klavierspiels und der Kammermusik an der Janáček-Akademie für Musik und Darstellende Kunst in Brno. Seit 2004 ist sie Mitglied des Tschechoslowakischen Kammerduos.

## Diskographie
2012 – CZECHOSLOVAK CHAMBER DUO 2012 CR 0591-2, Verlag: Tschechischer Rundfunk /Mikuláš Schneider-Trnavský, Peter Machajdík, Antonín Dvořák/
2016 – Ladislav Kupkovič: Chamber Music for Violin and Piano DK 0167-2131, Verlag: Diskant
2016 – Béla Kéler: Walzer für Violine und Klavier VR 222-2-731, Verlag: Videorohaľ

## Konzerte
- Kevelaer – Konzert- und Bühnenhaus, Klassische Konzertreihe 2012/2013
- Fehmarn – Senator-Thomsen-Haus, 25. Burger Kunsttage
- Nürnberg – Meistersingerhalle, Kammerkonzerte der Saison 2013/2014
- Grevenbroich – Kloster Langwaden, Konzerte im Kloster 2013
- Odessa – Odessa Philharmonic Hall, 6. International Kammermusikfestival „Odessa Dialoge“